# Corinthia Hotel Khartoum
Corinthia Hotel Khartoum là một khách sạn năm sao tại trung tâm Khartoum, thủ đô của Sudan, vào điểm gặp gỡ của sông Nile Xanh và sông Nile Trắng và ở trung tâm của Khartoum của thương mại, kinh doanh, và các huyện hành chính. Nó nằm cạnh Hội trường Hữu nghị của Khartoum và Cầu Tuti.
Khách sạn được khai trương vào ngày 17 tháng 8 năm 2008. Nó có 18 tầng khách, 173 phòng và 57 dãy phòng. Khách sạn có sáu nhà hàng, quán café và các tiện nghi giải trí bao gồm spa, phòng tập thể dục, sân tennis và sân bóng.
Nó được xây dựng và tài trợ bởi chính phủ Libya với chi phí hơn 80 triệu euro. Tòa nhà có mặt tiền cong hình bầu dục; như Burj al Arab, Khách sạn Yyldy, và Đại thiên niên kỷ ở Sulaymaniyah; nó được thiết kế giống như cánh buồm của một con tàu. Nó được gọi là "Quả trứng của Gaddafi " vì nó được tài trợ bởi chính phủ Libya vào thời điểm đó.